# 多摩丘陵

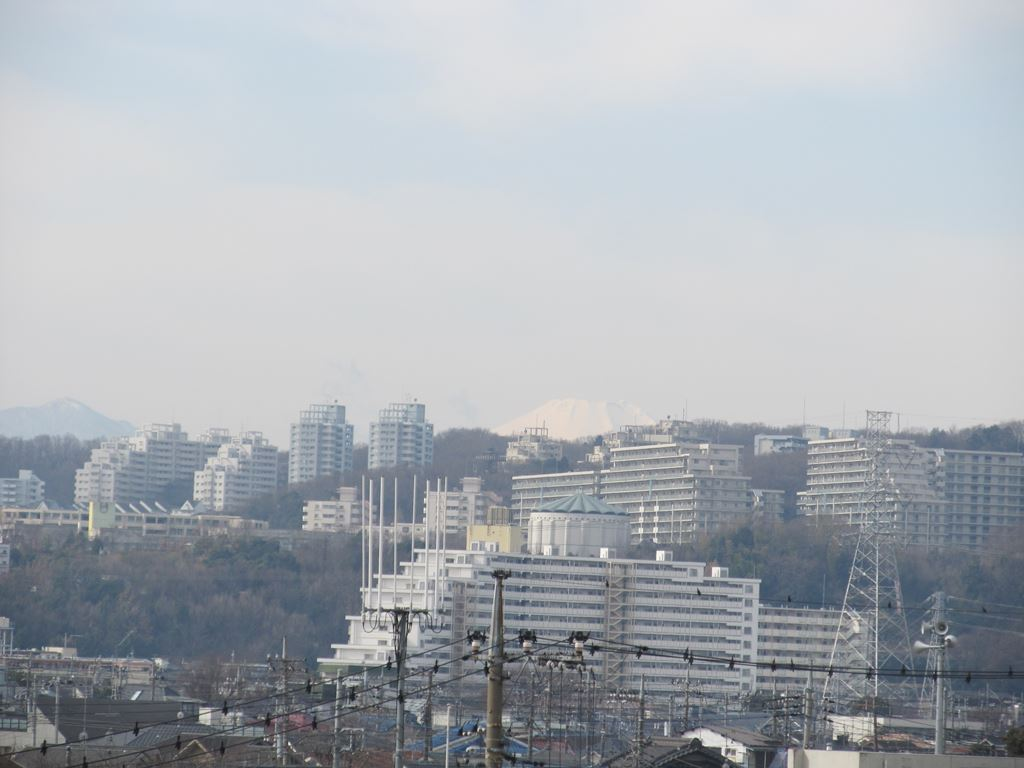
調布市多摩川原橋より稲城市方向のニュータウン団地群

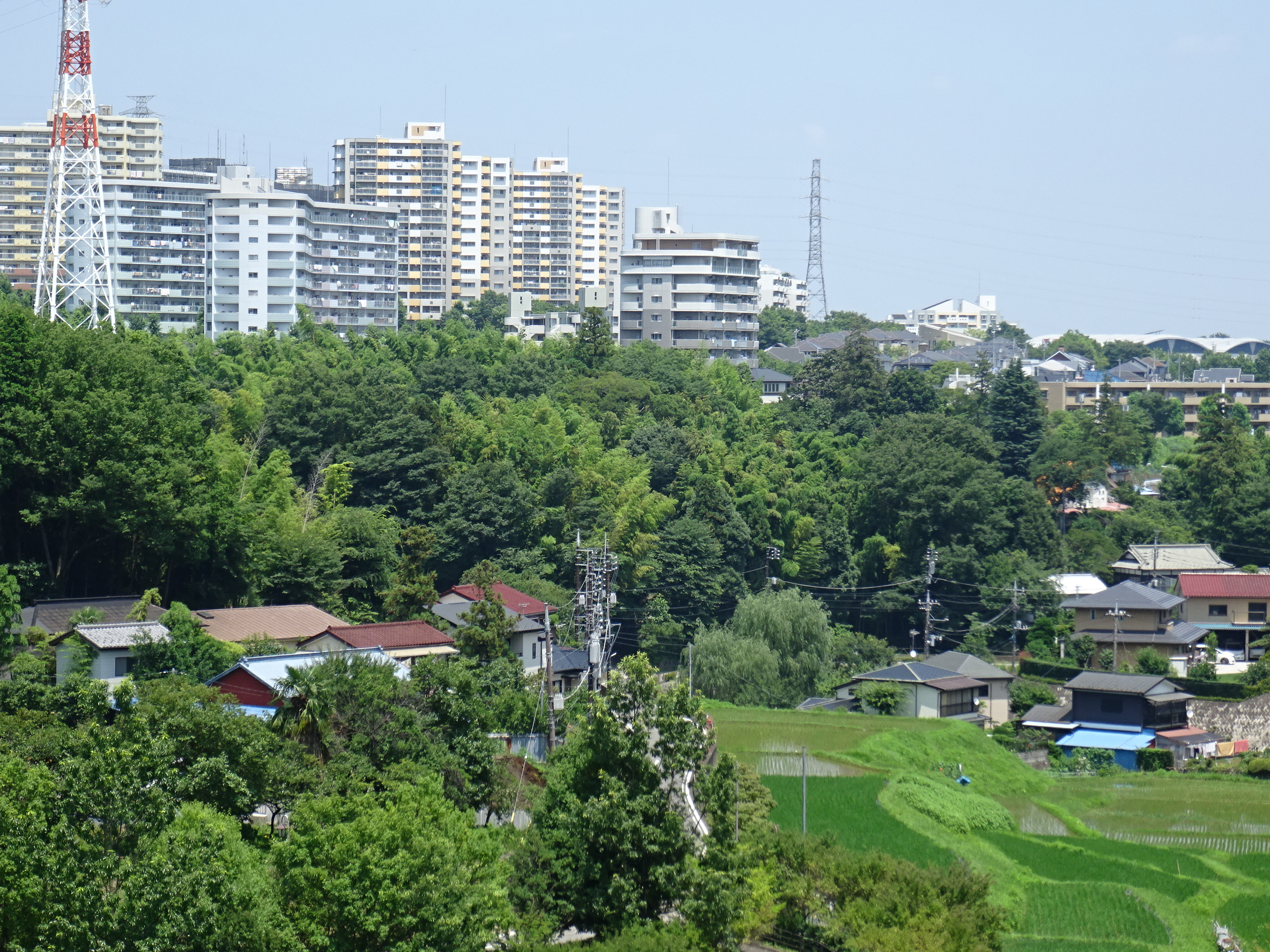
田園風景の中にそびえる多摩ニュータウンの団地群

多摩丘陵（たまきゅうりょう）は、高尾山麓（八王子市）を西端とし、日野市、多摩市、稲城市、町田市、川崎市、横浜市にかけて広がる丘陵であり、三浦丘陵と地形的につながっている。

## 概要
この丘陵は、地質学的には砂層、泥岩層、砂礫層などからなる上総層群あるいは三浦層群と呼ばれる新生代第三紀末から第四紀更新世に形成された地層からなる。また北部は古相模川により堆積した御殿峠礫層に覆われている。東は多摩川低地を挟んで武蔵野台地に、西は境川付近で相模原台地に、北西は南高尾山稜、草戸山付近を挟んで関東山地に、北側は浅川を挟んで日野台地に接する。南側は東京湾と三浦丘陵に接している。最も高い場所は標高220メートル程度（八王子市南部）である。
鶴見川水系と境川水系、および一部の多摩川水系（平瀬川、三沢川、浅川支流など）の水源の森であり、また大都市に近接する貴重な自然環境でもあり、日本固有種であるトウキョウサンショウウオをはじめ、様々な動植物が生息・自生している。
縄文時代の遺跡が多くあり、古くから周辺の広葉樹林から木の実やきのこを採取するなど人々の営みと共にあったところであったことが窺える。弥生時代以降は、周辺の里山から堆肥を取り、谷戸（谷地ともいう）と呼ばれる小河川の流域で稲作や畑作を行う生活が昭和中期まで続けられた。
武蔵国の国府のあった府中から観て「多摩郡（多麻郡・多磨郡）にある横に長い山」の意で、かつては「多摩の横山」とも呼ばれ、中世に興った武蔵七党の一つである「横山党」、江戸時代の八王子横山宿、旧南多摩郡横山村、武蔵横山駅などの名称の由来ともなった。また万葉集にも「赤駒を山野（やまの）に放（はか）し捕りかにて多摩の横山徒歩（かし）ゆか遣らむ」（東京都多摩市の南野の辺りが題材となっている）と詠まれている。古代にはこの万葉集の歌に詠まれたように防人の通り道となっており、古代東海道や鎌倉街道がこの丘陵を貫いている。
1950年（昭和25年）11月23日には八王子市南部・日野市・多摩市をまたがる丘陵地帯に多摩丘陵都立自然公園が設定された。しかし、東京都心部や横浜市中心部から近いため、1950年代から開発が進み著しく緑を減らしている。なかでも1960年、1970年代から開発が進められた多摩ニュータウン、港北ニュータウンの開発の影響は大きい。多摩ニュータウンには京王電鉄相模原線、小田急電鉄多摩線が、また港北ニュータウンには横浜市営地下鉄3号線が開通した。また東急電鉄田園都市線沿線は「多摩田園都市構想」により開発が進められ、他にも京王電鉄京王線・高尾線・動物園線、東急電鉄東横線、横浜高速鉄道（東急電鉄が運営）こどもの国線、小田急電鉄小田原線・江ノ島線、多摩都市モノレール、横浜市営地下鉄4号線、相模鉄道本線・いずみ野線、JR横浜線・南武線・東海道本線・根岸線などの鉄道がこの丘陵を通過する地点も開発が進められた。特にJR横浜線の開発部分は八王子ニュータウン、JR根岸線の開発部分は港南ニュータウンと呼ぶ。
映画『平成狸合戦ぽんぽこ』ではこの丘陵の開発が取り上げられ、また、映画『耳をすませば』ではこの丘陵が開発された住宅地（聖蹟桜ヶ丘駅）が舞台となっている。

## 名称
多摩川を隔てた府中では、多摩川向かいの南岸の丘陵である事から「向山」、「多摩の横山」（前節を参照）と呼んだ。多摩市では、丘陵の道を「よこやま」の道と呼んでいる。

## 多摩丘陵内の主な緑地・公園

### 東京都八王子市
- 片倉城址公園
- 宇津貫緑地
- 下柚木公園
- 長池公園
- 蓮生寺緑地
- 東京都立多摩丘陵自然公園
  - 長沼公園
  - 平山城址公園

### 東京都日野市
- 多摩動物公園
- 百草園
- 金剛寺（高幡不動）
- 多摩テック（閉園）

### 東京都多摩市
- 東京都立多摩丘陵自然公園
  - 桜ヶ丘公園（園内に旧多摩聖蹟記念館が所在）
- 多摩中央公園

### 東京都稲城市
- よみうりランド
- 稲城中央公園
- 城山公園
- 稲城ふれあいの森（小田良の里）

### 東京都町田市
- 草戸山・都立大戸緑地
- 東京都立小山田緑地
- 七国山
  - 薬師池公園
  - 民権の森公園
- 忠生公園
- 野津田公園
- かしの木山自然公園
- こどもの国（一部横浜市）

### 神奈川県川崎市
- 早野聖地公園
- 生田緑地
- 向ヶ丘遊園（閉園）
- 東高根森林公園
- 緑ヶ丘霊園

### 神奈川県横浜市
- こどもの国
- 寺家ふるさと村・寺家ふるさとの森
- 都筑中央公園
- 四季の森公園
- よこはま動物園ズーラシア
- 下永谷市民の森
- こども自然公園
- 舞岡公園・舞岡ふるさとの森
- 円海山緑地
  - 金沢自然公園
  - 氷取沢市民の森
  - 瀬上市民の森
  - 釜利谷市民の森

## 文献
- 多摩歴史散歩　1　八王子・南多摩丘陵	佐藤孝太郎	有峰書店
- まちづくりとみどり　多摩ニュータウンの緑とオープンスペース	住宅・都市整備公団南多摩開発局	住宅・都市整備公団南多摩開発局
- 多摩丘陵の原風景を求めて西部地区15・16住区緑地等基本設計報告書 昭和56年9月	東京都南多摩新都市開発本部	東京都南多摩新都市開発本部
- 丘陵地の自然環境ーその特性と保全	松井健　他	古今書院
- 南多摩文化財総合調査報告　第1分冊	東京都教育委員会	東京都教育委員会
- 多摩中央公園	住宅・都市整備公団多摩開発局	住宅・都市整備公団多摩開発局
- 狭山丘陵緑地群基本構想　報告書　昭和60年3月	プレック研究所	プレック研究所
- 小山田緑地便所改築基本計画・設計　基本設計報告書　平成6年3月	セット設計事務所	東京都西部公園緑地事務所
- 多摩丘陵北部系緑地群基本構想策定報告書　昭和62年3月	愛植物設計事務所	東京都建設局公園緑地部
- 多摩丘陵北部系緑地群基本構想策定報告書（要約版）　昭和62年3月	愛植物設計事務所	東京都建設局公園緑地部
- 都立多摩丘陵自然公園　概要　昭和28年2月	東京都	東京都
- 都立多摩丘陵自然公園再検討基礎調査報告書 昭和54年1月	国立公園協会 他	東京都
- タヌキの丘　森の新聞　12	小川智彦	フレーベル館
- 多摩丘陵フットパス1　散策ガイドマップ　三輪/真光寺/黒川/小野路宿/小野路城/小山田	NPO法人みどりのゆび	NPO法人みどりのゆび
- 多摩丘陵北部系緑地群基本構想策定　昭和62年3月	 	東京都建設局公園緑地部
- 東京都立多摩丘陵自然公園学術調査報告書　平成元年3月	国立公園協会	東京都
- 都立長沼公園とその隣接地の植物	 	多摩丘陵植物調査会
- 多摩丘陵の緑地現状に関する植生学的考察	 	東京都立大学都市研究センター
- 趣味悠々　はじめての里山歩き	日本放送協会・日本放送出版協会	日本放送出版協会
- 写真集　多摩ニュータウン今昔	大石武朗	多摩市文化振興財団
- 探検しよう　ぼくらのまちの多摩丘陵	NPO法人みどりのゆび	NPO法人みどりのゆび

## 注
1. ↑  1989年に東京都が自然環境の保全と活用を図ることを目的として策定した「みどりのフィンガープラン」による。
2. ↑  多摩丘陵－上総層群とその堆積環境－
3. ↑  多摩丘陵（たまきゅうりょう）
4. ↑  多摩丘陵都立自然公園 - 東京観光財団
5. ↑  武蔵府中郷土かるた
6. ↑  多摩市 丘陵の道を「よこやまの道」